# Parlamentswahl in Norwegen 1897
- V: 79
- Sonst.: 5
- MV: 8
- H: 22

Die 30. Parlamentswahl in Norwegen fand im Jahre 1897 statt.

## Wahlergebnis
Venstre gewann 22 Sitze hinzu und erreichte damit eine absolute Mehrheit. Høyre musste 11 und Moderate Venstre vier Sitze abgeben. Centrum musste nach einer Legislaturperiode wieder aus dem Storting ausziehen.
| Partei            | Partei                        | Stimmen                       | Stimmen                       | Stimmen                       | Sitze  | Sitze |
| Partei            | Partei                        | Anzahl                        | %                             | +/−                           | Anzahl | +/−   |
| ----------------- | ----------------------------- | ----------------------------- | ----------------------------- | ----------------------------- | ------ | ----- |
|                   | Venstre (V)                   | 87.548                        | 52,7                          | +2,3                          | 79     | +12   |
|                   | Høyre (H)                     | 77.682                        | 46,7                          | −2,6                          | 22     | −11   |
|                   | Moderate Venstre (MV)         | 77.682                        | 46,7                          | −2,6                          | 8      | −4    |
|                   | Arbeiderpartiet (DnA)         | 947                           | 0,6                           | +0,3                          | —      | —     |
|                   | Parteizugehörigkeit unbekannt | Parteizugehörigkeit unbekannt | Parteizugehörigkeit unbekannt | Parteizugehörigkeit unbekannt | 5      | −5    |
| Gesamt            | Gesamt                        | 166.177                       | 100,0                         |                               | 114    |       |
| Gültige Stimmen   | Gültige Stimmen               | 166.177                       | 99,4                          |                               |        |       |
| Ungültige Stimmen | Ungültige Stimmen             | 1.030                         | 0,6                           |                               |        |       |
| Wahlbeteiligung   | Wahlbeteiligung               | 167.207                       | 85,3                          |                               |        |       |
| Wahlberechtigte   | Wahlberechtigte               | 195.956                       | 100,0                         |                               |        |       |
| Quelle:           |                               |                               |                               |                               |        |       |